# Edwin Rolfe
Pour les articles homonymes, voir Rolfe.
Edwin Rolfe, né le 7 septembre 1909 à Philadelphie et mort le 24 mai 1954 à Los Angeles, est un poète, romancier, essayiste et scénariste communiste américain, co-auteur avec Lester Fuller du roman policier Un vrai Chopin ! (The Glass Room).

## Biographie
Fils d'immigrants russes, il refuse de suivre les traces de son père cordonnier. En 1925, à l'âge de 15 ans, il adhère au Parti communiste américain (CPUSA) et participe activement à l'organisation de la « Jeune Ligue Communiste ». Il publie son premier poème en 1927 dans le Daily Worker, le journal du parti, pour lequel il a également écrit des critiques de livres, des caricatures et des comptes rendus judiciaires, notamment sur le procès des anarchistes Sacco et Vanzetti. En 1928, Rolfe est expulsé du CPUSA pour avoir soutenu Jay Lovestone (en). Peu après, il s'inscrit à l'université du Wisconsin à Madison, mais au cours de sa deuxième année à Madison, il revient à New York, réintègre le parti et travaille bientôt à temps plein pour le Daily Worker.
En 1936, il épouse Mary Wolfe et publie, la même année, To My Contemporaries, son premier recueil de poésie. L'année suivante, il joint les rangs de la Brigade Abraham Lincoln pour combattre dans la guerre civile espagnole. À Madrid, il agit à titre de commissaire général des États-Unis pour sauvegarder les intérêts de son pays. Il travaille également pour Radio Madrid et il publie un journal de langue anglaise pour les volontaires engagés dans la lutte contre le fascisme.
À son retour en Amérique, il publie un ouvrage historique sur le Bataillon Lincoln, intitulé The Lincoln Battalion. The Story of the Americans Who Fought in Spain in the International Brigades (1939).
En 1943, il rédige le scénario de film documentaire Russians at War.
En collaboration avec Lester Fuller, il signe également Un vrai Chopin ! (The Glass Room) en 1946, un roman policier qui se déroule dans le milieu des bookmakers californiens, puis des recueils de poésie marqués par son expérience de la guerre civile.
En 1951, il travaille à Hollywood comme scénariste et apparaît au générique du film policier Le Foulard (The Scarf) réalisé par Ewald André Dupont, mais sa carrière au cinéma et ses dernières années sont assombries par sa lutte contre le maccarthysme. Le projet d'une adaptation de son unique roman policier est annulé en raison de la politique anticommuniste observée par les grands studios.
Edwin Rolfe meurt d'une crise cardiaque en 1954.

## Œuvre

### Poésie
- To My Contemporaries (1936)
- Elegia (1949)
- First Love and Other Poems (1951)
- Collected Poems (1993), anthologie publié de manière posthume
- Trees Became Torches. Selected Poems (1995), anthologie publié de manière posthume

### Roman policier
- Murder in The Glass Room[1] (1946), écrit en collaboration avec Lester Fuller Publié en français sous le titre Un vrai Chopin !, traduit par Jean Rosenthal et Janine Hérisson, Paris, Gallimard, coll. « Série noire » no 109, 1951 (BNF 32580943)

### Essais et ouvrages historiques
- We Gather Strength (1933), en collaboration avec Herman Spector, Joseph Kalar et S. Funaroff
- The Lincoln Battalion. The Story of the Americans Who Fought in Spain in the International Brigades (1939)
- Permit Me Refuge (1955)

## Filmographie
- 1943 : Russians at War, documentaire américain produit par Helen van Dongen
- 1951 : Le Foulard (The Scarf), film américain réalisé par Ewald André Dupont, avec John Ireland, Mercedes McCambridge et James Barton

## Sources
- Claude Mesplède et Jean-Jacques Schleret, SN, voyage au bout de la Noire : inventaire de 732 auteurs et de leurs œuvres publiés en séries Noire et Blème : suivi d'une filmographie complète, Paris, Futuropolis, 1982, 476 p. (OCLC 11972030), p. 315